# Liborina
Liborina este un municipiu în Columbia, in departamentul Antioquia.